# La Buissière
La Buissière település Franciaországban, Isère megyében. Lakosainak száma 791 fő (2022. január 1.). La Buissière Sainte-Marie-d’Alloix, Barraux, Le Cheylas, La Flachère és Pontcharra községekkel határos.

## Népesség
A település népességének változása:
| Lakosok száma | 384  | 346  | 475  | 655  | 673  | 672  | 669  | 732  | 763  | 791  |
|               | 1968 | 1982 | 1990 | 2006 | 2013 | 2015 | 2017 | 2019 | 2020 | 2022 |